# Alexander Schneider
Alexander Schneider (Vilnius, 21 ottobre 1908 – Manhattan, 2 febbraio 1993) è stato un violinista, direttore d'orchestra e docente russo naturalizzato statunitense. Nato da una famiglia ebrea di Vilnius, all'epoca Impero Russo, si è poi trasferito negli Stati Uniti come membro del Budapest String Quartet.

## Biografia
Alexander (Sasha) nacque Abram Sznejder. A 13 anni quasi morì di tetano dopo un taglio al ginocchio in un incidente. Il tetano distorse le sue articolazioni e il recupero fu lungo e doloroso. Sasha lasciò Vilnius nel 1924 e raggiunse il fratello Mischa Schneider a Francoforte, dopo aver ottenuto una borsa di studio di violino con Adolf Rebner, il principale insegnante di violino al Conservatorio Hoch.
Nel 1927, Alexander divenne il primo violino di un'orchestra di Saarbrücken. Fu a questo punto che cambiò il suo nome. Il direttore d'orchestra lo voleva come primo violino, ma voleva un nome che suonasse tedesco. Abram prese Schneider come cognome perché suo fratello Mischa lo aveva già scelto. Come primo nome fu attratto da Alexander. Nel 1929 fu nominato capo della Norddeutscher Rundfunk Orchestra di Amburgo. Nel 1932 perse il lavoro a seguito della campagna nazista contro gli ebrei in corso, presto sarebbe venuto il momento di lasciare la Germania.

### Budapest String Quartet
In questo periodo la Budapest String Quartet, il cui il violoncellista era il fratello di Sasha, Mischa, perse il suo primo violino. Anche se il quartetto non aveva ancora lasciato la Germania, passarono molto tempo fuori del paese ed essendo lavoratori autonomi, i nazisti non li avevano ancora raggiunti. Per Sasha unirsi a loro era una sistemazione assolutamente ideale. Il loro secondo violino, Josef Roismann, passò a primo violino e Sasha si unì come secondo. Questo perché Roismann era già a suo agio con gli altri strumentisti mentre Sasha avrebbe avuto bisogno di tempo per imparare il loro repertorio ed il loro stile.
Nel 1934 i nazisti fecero minacce al quartetto che fu costretto a lasciare Berlino per Parigi il giorno dopo, per non tornare mai più in Germania, nemmeno in tournée. Quando scoppiò la guerra nel 1939 capitò loro di essere in tournée negli Stati Uniti. Ottennero tutti il permesso di soggiorno e da allora quella fu la loro sede.

### Indipendenza
Più tardi Schneider sentì il bisogno di crescere come musicista indipendente, così lasciò il quartetto nel 1944, pieno di energia e di idee. Gli fu offerto un incarico come direttore d'orchestra del Metropolitan Opera e la leadership del Quartetto Pro Arte e Quartetto Paganini, ma rifiutò. Fece una tournée con Ralph Kirkpatrick e formò il Trio Albeneri con Benar Heifetz ed Erich Itor Kahn.
Nel 1949 Schneider formò il Quartetto Schneider per eseguire e registrare tutti gli ottantatré quartetti di Haydn. Questa impresa non fu completata, perché il suo sponsor, la Società Haydn, era a corto di fondi. Lo stesso anno registrò l'integrale delle Sonate di Bach e delle Partite per violino non accompagnato (BWV 1001-1006) per la Mercury Records.
Ha studiato con Casals a Prades. Là convinse Casals a partecipare al Prades Festival 1950 per onorare il duecentesimo anniversario della morte di Bach. Ha fiancheggiato Casals in ulteriori festival di Bach a Prades e Perpignan. Più tardi volle dirigere l'oratorio di Casals El Pessebre (La mangiatoia) a Guadalajara, Jalisco, Messico, durante il Festival Casals del México, registrandolo nel 1973 a Porto Rico.
Schneider era un uomo molto socievole con una vasta cerchia di amici. Ha lavorato duramente per promuovere la musica da camera con concerti gratuiti o sovvenzionati.

### Ritorno al Budapest String Quartet
Nel 1956 il Budapest String Quartet convinse Schneider a ricongiungersi a loro. Avevano provato altri due secondi violinisti (Ortenberg e Gorodetzky), nessuno dei due in grado di raggiungere gli elevati standard di Schneider e Roismann si era rifiutato di continuare con chiunque altro. Schneider era rimasto in stretto contatto con il quartetto ed aveva sostituito Ortenberg o Gorodetzky quando erano malati. Ora fu concordato che il quartetto avrebbe opererato a tempo parziale con Schneider ed egli avrebbe continuato la sua carriera da indipendente. Alla fine si sciolsero nel 1967.

### Altri lavori
Schneider è stato il direttore artistico dello Schneider Concerts presso The New School (New York), dal 1957 fino alla sua morte. Sotto gli auspici della New School, Schneider e il suo manager, Frank Salomon, nel 1969 fondarono la New York String Orchestra, un seminario/spettacolo di fine anno per giovani musicisti di archi.
Oltre al Budapest String Quartet, ha suonato con una serie di altre formazioni da camera, tra i quali il suo personale gruppo d'archi, ed il Brandenburg Ensemble.
Ha ricevuto il Kennedy Center Honors nel 1988.
Morì a Manhattan, New York, all'età di 84 anni.